# Felins
|  | No s'ha de confondre amb Fèlids. |

Els felins (Felinae) són una subfamília de fèlids, majoritàriament de mida petita o mitjana, des dels 50–60 cm del gat de peus negres (Felis nigripes) als gairebé 2 m del puma (Puma concolor), el seu representant més gros. Tenen un cap de forma arrodonida, el musell curt i el cos recobert d'una capa de pèl amb taques o franges, coixinets plantars i d'urpes retràctils, cosa que els permet ser uns eficients caçadors. En canvi, són incapaços de rugir com els membres de la subfamília Pantherinae perquè, al contrari que aquests, tenen la gola ossificada. Totes les espècies són solitàries, encara que algunes toleren amb més facilitat que d'altres la presència d'altres membres de la seva espècie dins del seu territori.
Es troben amplament distribuïts per tot el món. Només a les zones polars, Madagascar, Austràlia i algunes illes oceàniques no són presents de manera natural. En molts d'aquests llocs, el gat domèstic, que pertany a aquesta subfamília, s'ha introduït de forma voluntària o involuntària i en molts casos ràpidament s'ha assilvestrat, tot causant un greu impacte en les seves faunes endèmiques.

## Taxonomia
Taxonomia dels gèneres vivents de felins, incloent-hi les seves espècies extintes.
- Gènere Acinonyx
  - †Acinonyx aicha
  - †Acinonyx intermedius
  - Guepard (Acinonyx jubatus)
  - †Acinonyx kurteni Christiansen i Mazák, 2008
  - †Acinonyx pardinensis
- Gènere Caracal
  - Gat daurat africà (Caracal aurata)
  - Caracal (Caracal caracal)
- Gènere Catopuma
  - Gat de Borneo (Catopuma badia)
  - Gat daurat asiàtic (Catopuma temminckii)
- Gènere Felis
  - Gat del desert xinès (Felis bieti)
  - Gat domèstic (Felis catus)
  - Gat de la jungla (Felis chaus)
  - †Felis lunensis
  - Gat de Pallas  Felis manul)
  - Gat de la sorra (Felis margarita)
  - Gat de peus negres (Felis nigripes)
  - Gat salvatge (Felis silvestris)
- Gènere Herpailurus
  - Jaguarundi (Herpailurus yagouaroundi)
- Gènere Leopardus
  - Leopardus braccatus
  - Gat de la pampa (Leopardus colocolo)
  - Gat de Geoffroy (Leopardus geoffroyi)
  - Gat kodkod (Leopardus guigna)
  - Gat dels Andes (Leopardus jacobitus)
  - Leopardus pajeros
  - Ocelot (Leopardus pardalis)
  - Gat tigrat (Leopardus tigrinus)
  - Gat margay (Leopardus wiedii)
- Gènere Leptailurus
  - Serval (Leptailurus serval)
- Gènere Lynx
  - Linx del Canadà (Lynx canadensis)
  - Linx nòrdic (Lynx lynx)
  - Linx ibèric (Lynx pardinus)
  - Linx roig (Lynx rufus)
- Gènere Pardofelis
  - Gat marbrat (Pardofelis marmorata)
- Gènere Prionailurus
  - Gat de Bengala (Prionailurus bengalensis)
  - Gat capplà (Prionailurus planiceps)
  - Gat rovellat (Prionailurus rubiginosus)
  - Gat pescador (Prionailurus viverrinus)
- Gènere Pristifelis
  - P. attica
- Gènere Puma
  - Puma (Puma concolor)